# Dekanat łotoszyński
Dekanat łotoszyński – jeden z 48 dekanatów eparchii moskiewskiej obwodowej Rosyjskiego Kościoła Prawosławnego. Obejmuje cerkwie położone w rejonie łotoszyńskim obwodu moskiewskiego. Funkcjonuje w nim sześć cerkwi parafialnych wiejskich, dwie cerkwie filialne i dwie kaplice.
Funkcję dziekana pełni protojerej German Grigorjew.

## Cerkwie w dekanacie[1]
- Cerkiew św. Jana Chrzciciela w Gribanowie
- Cerkiew Przemienienia Pańskiego w Łotoszynie

Cerkiew św. Serafina z Sarowa w Łotoszynie
Kaplica Świętej Trójcy
- Cerkiew św. Michała Archanioła w Mikulinie-Gorodiszczu

Cerkiew Zaśnięcia Matki Bożej w Mikulinie-Gorodiszczu
Kaplica Świętej Trójcy
- Cerkiew Opieki Matki Bożej w Nowowasilewskim
- Cerkiew Ikony Matki Bożej „Wszystkich Strapionych Radość” w Teleszowie
- Cerkiew Opieki Matki Bożej w Szczeglatiewie